# Джангаджі

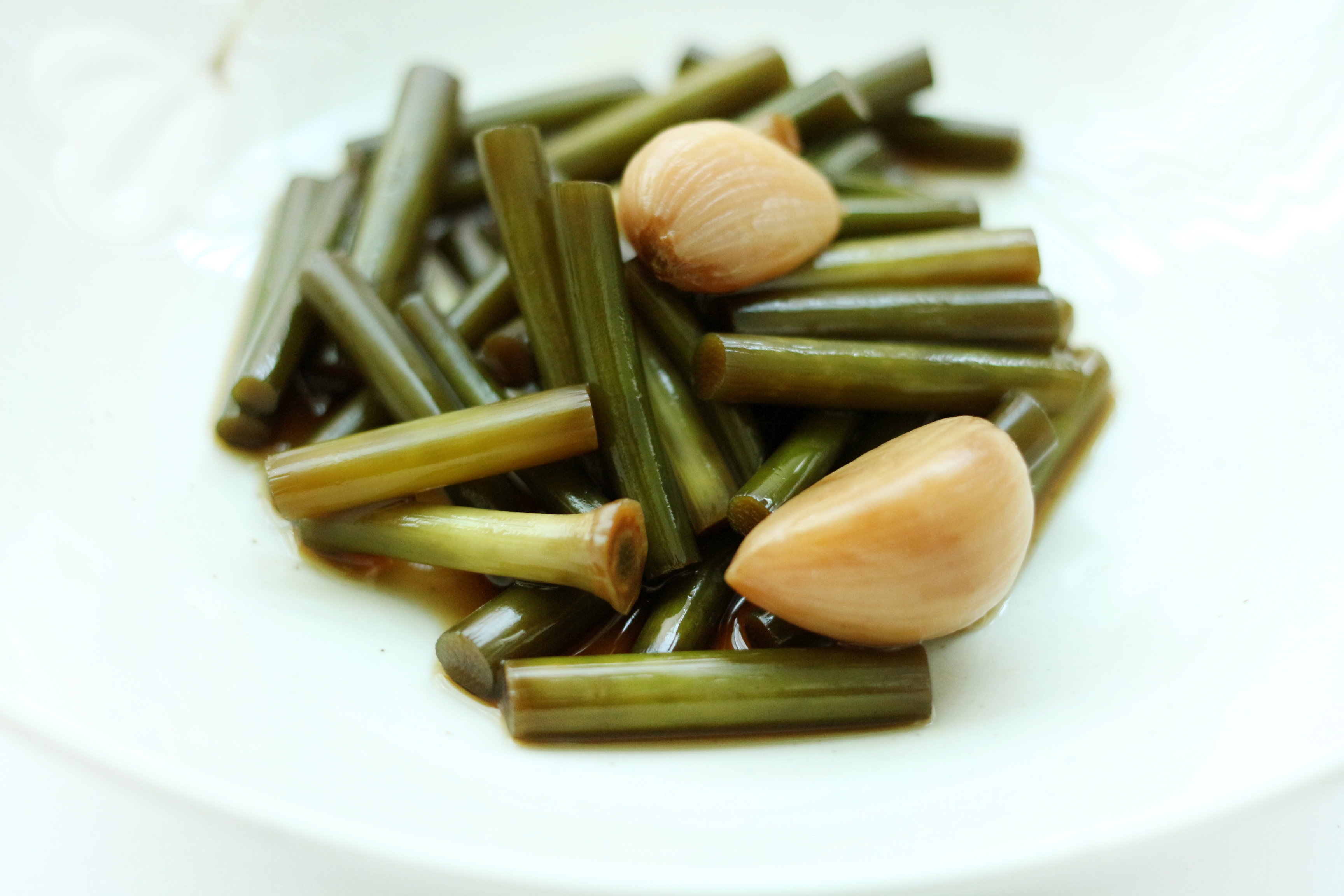

Джангаджі (кор. 장아찌) або мариновані овочі — це різновид панчхан (гарнір), який готується шляхом маринування овочів. На відміну від кімчі, джангаджі — це неферментовані овочі, зазвичай мариновані в соєвому соусі, соєвій пасті або пасті чилі. Страви джангаджі зазвичай зберігаються протягом тривалого періоду часу та подаються з бризкою кунжутної олії. Консервовані продукти, такі як джангаджі, були розроблені для досягнення певного рівня споживання овочів протягом довгих суворих зим на Корейському півострові.

## Інгредієнти
Основні інгредієнти залежать від регіону та температури. Деякі приклади: зелений часник, часникові лушпиння, редиска, огірки, листя перцю чилі, чамо, листя перили та деодок. Джангаджі зазвичай маринують у соєвому соусі, соєвій пасті або пасті чилі, але розсіл і розведений оцет також можна використовувати як рідину для маринування. Зазвичай овочі злегка підсушують або солять, щоб запобігти додаванню зайвої вологи до приправи. При подачі на стіл джангаджі нарізають, потім приправляють кунжутною олією, цукром і підсмаженим кунжутним порошком.

## Різновиди
- boksa-jangajji ( 복사장아찌 ) – маринований персик
- buchu-jangajji ( 부추장아찌 ) – маринована Allium tuberosum
- chamoe-jangajji ( 참외장아찌 ) – маринована корейська диня
- cheoncho-jangajji ( 천초장아찌 ) – маринованіфрукти чопі
- дораджі-джангаджі ( 도라지장아찌 ) – маринованікоріння квітки повітряної кулі
- gaji-jangajji ( 가지장아찌 ) – мариновані баклажани
- kkaennip-jangajji ( 깻잎장아찌 ) – мариновані листя перилли
- maneul-jong-jangajji ( 마늘장아찌 ) – маринований часник, часникові лушпиння та зубчики
- meowi-jangajji ( 머위장아찌 ) – маринованілистя підмаренника
- mu-jangajji ( 무장아찌 ) – маринована корейська редька
- mu-mallaengi-jangajji ( 무말랭이장아찌 ) – маринована сушена редька
- oi-jangajji ( 오이장아찌 ) – маринований огірок
- pa-jangajji ( 파장아찌 ) – маринована цибуля
- put-gochu-jangajji ( 풋고추장아찌 ) – маринований зелений перець чилі
- put-maneul-jangajji ( 풋마늘장아찌 ) – маринований зелений часник
- saenggang-jangajji ( 생강장아찌 ) – маринований імбир
- санчо-джангаджі ( 산초장아찌 ) – маринованіплоди колючого ясена
- umu-jangajji ( 우무장아찌 ) – желе з маринованого агару
- yeolmu-jangajji ( 열무장아찌 ) – маринована молода літня редька